# Шејтан
Шејтан (тур. şeytan, од арап. šayţān) представља Сатану или ђавола у исламу. Познат је и као Иблис, што је еквивалент грч. речи Diablos. 
Примарна карактеристика Иблиса је охолост; не само да је себе сматрао супериорнијим бићем од Адема (у западној култури Адама), већ је мислио да је узвишен тиме што је довео у питање Божији суд у којем му Бог наређује да се поклони Адему. Његова основна активност је да подстакне људе и џиновe да чине зла дела, такозваним "шапутањем у срца". Кур'ан помиње да су ђаволи помоћници оних који не верују и оних који чине неморал било које врсте.
Шејтан је био онај који је завео Адама да загризе забрањено воће, симбол разлике између добра и зла. Једини одговоран за то је био баш Иблис, а не Ева. Зато ислам не познаје изворни (прародитељски) грех.
Иако може са својим намерама да превари људе он је немоћан пред верним људима, који верују у Бога. 
За време хаџилука у Меку, муслимани каменују стубове који представљају Сатану.
У пренесеном значењу, шејтаном се назива домишљат и препреден човек, шаљивџија, ђаволак (враголан).

## Божије обећање Иблису
- "Ми смо створили Адема од иловаче, од блата устајалог,
- а још прије смо створили џине од ватре ужарене.
- И кад Господар твој рече мелекима: "Ја ћу створити човјека од иловаче, од блата устајалог,
- и кад му дам лик и у њ удахнем душу, ви му се поклоните!”
- сви мелеки су се, заједно поклонили,
- осим Иблиса; он се није хтио с њима поклонити.
- "О Иблисе," - рече он - "зашто се ти не хтједе поклонити?"
- "Није моје" - рече - "да се поклоним човјеку кога си створио од иловаче, од блата устајалог."
- "Онда излази из Џенета"- рече он - "нек си проклет
- и нека се проклетство задржи на теби до Дана судњег!"
- "Господару мој," - рече он - "дај ми времена до дана када ће они бити оживљени!"
- "Даје ти се рок" - рече он -
- "до Дана већ одређеног."
- "Господару мој," - рече - "зато што си ме у заблуду довео, ја ћу њима

на Земљи пороке лијепим представити и потрудићу се да их све заведем,
- осим међу њима Твојих робова искрених."
- "Ове ћу се истине Ја држати" - рече он:
- "Ти нећеш имати никакве власти над робовима Мојим, осим над онима који те буду слиједили, од оних залуталих."
- За све њих мјесто састанка Џехенем ће бити,
- он ће седам капија имати и кроз сваку ће одређен број њих проћи". (Кур'ан, Ел-Хиџр, 26-44)